# Łowyń (gromada)
Łowyń – dawna gromada.
Gromadę Łowyń z siedzibą GRN w Łowyniu utworzono – w powiecie międzychodzkim w woj. poznańskim, na mocy uchwały nr 29/54 WRN w Poznaniu z dnia 5 października 1954. W skład jednostki weszły obszary dotychczasowych gromad Głażewo, Krzyżkówko, Lewice i Łowyń, ponadto miejscowość Miłostówko z dotychczasowej gromady Tuczępy oraz kompleksy lasów państwowych o obszarze 1.338,73 ha z dotychczasowych gromad Mnichy i Tuczępy ze zniesionej gminy Łowyń, wreszcie miejscowość Papiernia (leśniczówka) z dotychczasowej gromady Międzychód-Nadleśnictwo ze zniesionej gminy Międzychód – w tymże powiecie. Dla gromady ustalono 14 członków gromadzkiej rady narodowej.
1 stycznia 1960 do gromady Łowyń włączono obszar zniesionej gromady Świechocin w tymże powiecie.
Gromada przetrwała do końca 1972 roku, czyli do kolejnej reformy gminnej. 1 stycznia 1973 w powiecie międzychodzkim reaktywowano gminę Łowyń (zniesioną ponownie 15 stycznia 1976).